# Mörkagölen (Tvings socken, Blekinge)
Mörkagölen är en sjö i Karlskrona kommun i Blekinge och ingår i Nättrabyåns huvudavrinningsområde.